# Bogdănești (Vaslui)
Bogdăneşti è un comune della Romania di 3 480 abitanti, ubicato nel distretto di Vaslui, nella regione storica della Moldavia. 
Il comune è formato dall'unione di 9 villaggi: Bogdănești, Buda, Horoiata, Hupca, Orgoiești, Ulea, Unțești, Vișinari, Vlădești.